# Пирдопский апостол

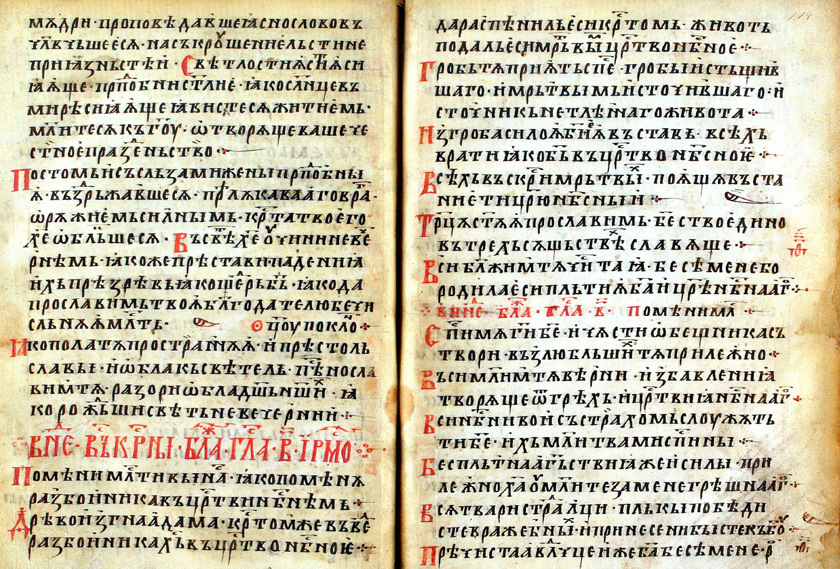
Пирдопский апостол

Пирдопский апостол — болгарская книга, первоначально считавшаяся среднеболгарской рукописью, позже объявленная мистификацией на современном болгарском языке.
Хранится в Национальной библиотеке Святых Кирилла и Мефодия (№ 497). Отдельный лист рукописи хранится в Институте церковной истории и архивов (№ 407), также в Софии. Состоит из 130 пергаментных листов.
В прошлом хранился в церкви Успения Пресвятой Богородицы в Пирдопе, где его впервые описал писатель Васил Чолаков в 1870 году. В 1890 году его тщательно проанализировал Васил Балджиев из Пирдопа, преподаватель юридического факультета Софийского университета.
Пирдопский церковно-школьный совет направил его в Кирилло-Мефодиевскую национальную библиотеку в 1914 году. Практически сразу после этого его объявили поздней подделкой. Основанием послужил современный болгарский язык текста, а также сомнительные обстоятельства его хранения. Утверждается, что его нашли замурованным в нише руин разрушенной Еленской базилики (часть сожженного и разрушенного в 1700 году Еленского монастыря Св. Илии).
Профессор Марин Дринов летом 1869 г. советует Неше Бончеву отправиться в Пирдоп, чтобы осмотреть и описать рукописи, которые там находятся. По словам Дринова, в одной из них была запись времен патриарха Евфимия. К апостолу, по словам Чолакова, была приложена летописная запись (приписка), в которой рассказывалось, как после завоевания Тырновграда турками патриарх Евфимий Тырновский направился в Еленский монастырь Св. Илии (в местности Еленско между г. Пидоп и с. Антон). Патриарх нашел там прибежище у «пирдопского князя Момчила». Странно в данном случае то, что название города Пирдоп впервые появляется в XVIII веке, но оно появляется в приписке, которая должна быть старше на 5 веков. Позже оригинал записи был утерян, но ее текст сохранился в издании Васила Чолакова.
Согласно палеографическому анализу сохранившейся рукописи, этот случай относится к мистификации, скорее всего, первой половины XIX века. Автор записи — Радослав Велов из Клисура, которого исследователи сравнивают с другим литературным героем эпохи возрождения — Методием Драгиновым из Корова. Предполагается, что это мистификация, созданная писателем Стефаном Захариевым. Не исключено, что мистификация с припиской о пирдопском князые Момчиле была делом рук писателя Тодора Пирдопского или самого Чолакова.
В этой местности ходит легенда, согласно которой воевода Момчил был уроженцем села Ладжене (ныне Антон), но жил в Пирдопе. Подобные легенды о Момчиле связывают его (вероятно, по названию его крепости Перитор в современной Греции) с Пирдопом, Пиротом в Сербии и Пирлитором в Черногории.